# 盛期ルネサンス

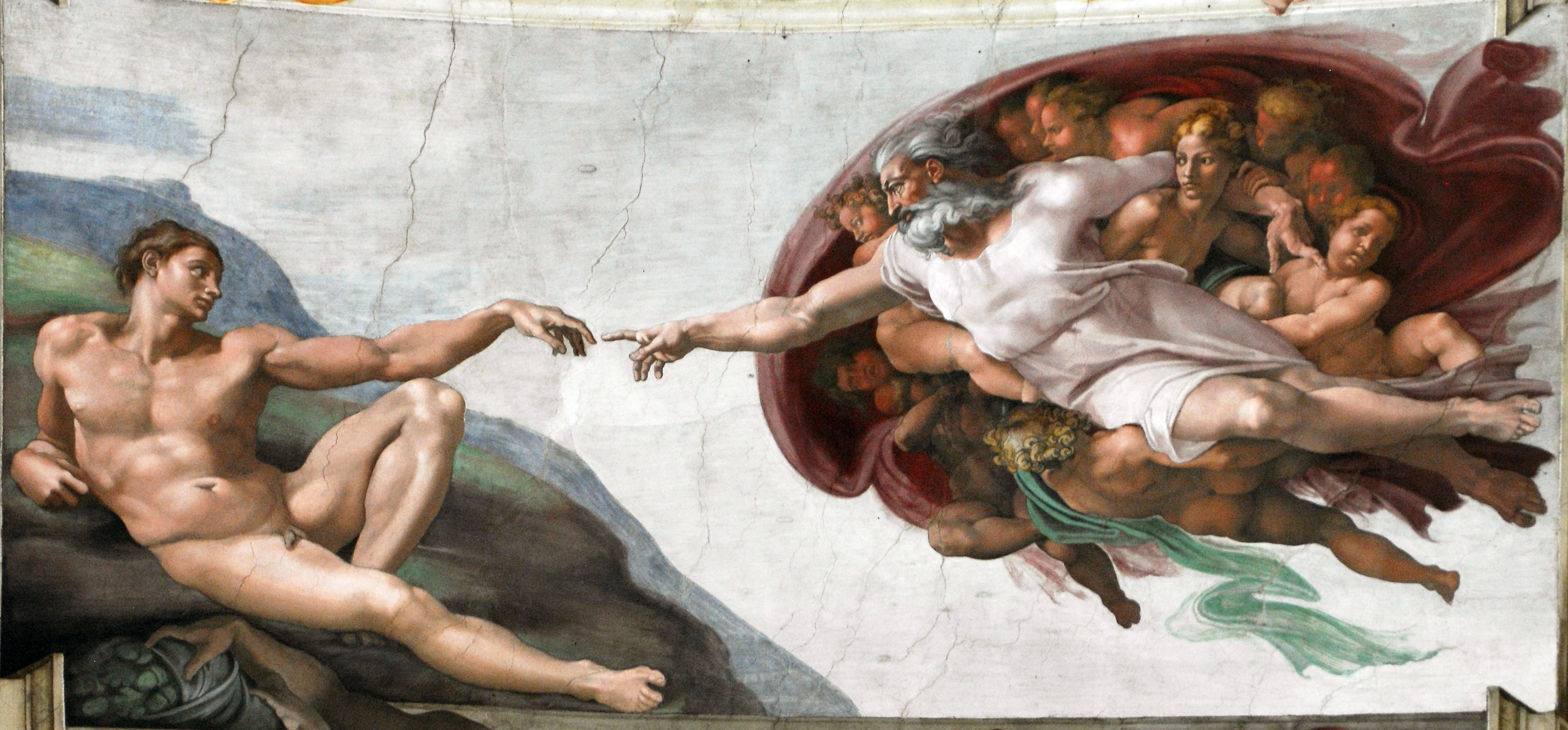
ミケランジェロ『アダムの創造』システィーナ礼拝堂

盛期ルネサンス（せいきルネサンス、英語：High Renaissance）は、美術史において、イタリアのルネサンス芸術の最盛期（1450年〜1527年）を指す言葉である。前期はメディチ家が支配するフィレンツェによるフィレンツェ派、後期はローマ教皇ユリウス2世による芸術家たちをパトロンとした時期で、活動の中心は、それまでのフィレンツェからローマに移った。このユリウス2世や、後のメディチ家出身の教皇レオ10世などはルネサンス教皇と呼ばれる。
一般に、盛期ルネサンス絵画は1490年代後半に現れたとされている。レオナルド・ダ・ヴィンチがミラノで『最後の晩餐』を描いていた時期である。
その頂点は、絵画においては、ミケランジェロやラファエロがバチカンに描いた絵画とされる。建築では、1502年に古代ローマ建築の本格的復古を告げるテンピエットをドナト・ブラマンテが建てたこと。彫刻では、静力学と運動の理想のバランスを特徴とする、ミケランジェロの『ピエタ』、『ダビデ像』が挙げられる。またヴェネツィアでは、ジョルジョーネや若きティツィアーノの、落ち着いた雰囲気・鮮やかな色彩が盛期ルネサンスの好例とされる。
広義にとらえるなら、盛期ルネサンスは創造性豊かな天才の大爆発と言えるだろう。超一流とは言えないかも知れないが、多くの画家たちがこの時期に活動した。たとえば、フラ・バルトロメオやマリオット・アルベルティネッリは、彼らの絵画技法の完全な調和と全体の抑制が注目に値する作品群を制作した。また、後期のミケランジェロやアンドレア・デル・サルト、コレッジョの作品に見られる、長く伸びたプロポーションと誇張されたポーズは、美術史において後期ルネサンスと見なされるマニエリスムの到来を予感させるものである。
その盛期ルネサンスも、1520年のラファエロの死と1527年のローマ略奪によって終焉をもたらされた。16世紀イタリアでは、イタリア戦争がこの時代に頂点に達し、盛期ルネサンスはイタリアでの活力が失われ、同時にヨーロッパ諸国へと拡散していったのである。